# Witold Wandurski

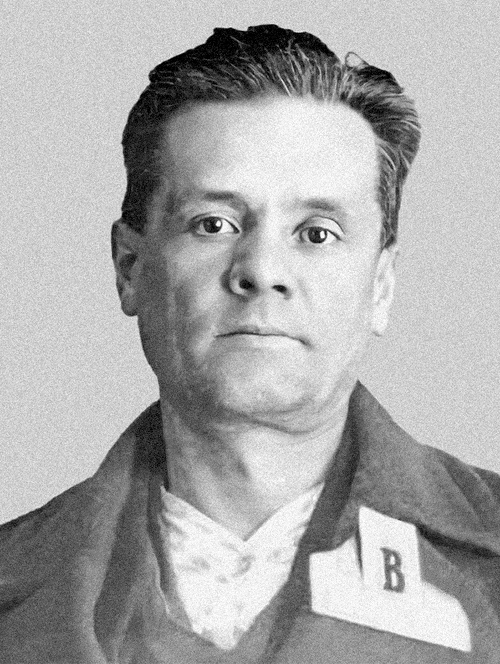
Witold Wandurski po aresztowaniu przez OGPU, 11 października 1933 r.

Witold Wandurski (ur. 8 kwietnia 1891 w Granicy, zm. 1 czerwca 1934 w Moskwie) – polski dramaturg, poeta, publicysta, reżyser, działacz polityczny i kulturalno-oświatowy.
W latach 1916–1919 studiował w Rosji prawo, był wykładowcą w Wolnej Wszechnicy Sztuki oraz reżyserem i kierownikiem polskiego amatorskiego teatru w Charkowie. Po powrocie do Polski był kierownikiem teatru w Łodzi i działaczem Komunistycznej Partii Robotniczej Polski i KPP. Współpracował z Nową Kulturą. Był współpracownikiem Kultury Robotniczej, legalnego organu Komunistycznej Partii Robotniczej Polski.
Witold Wandurski był współzałożycielem dziennika „Republika”, redaktorem miesięcznika Dźwignia. Autor wielu dramatów i plakatów scenicznych. W 1929 wyemigrował do ZSRR.
11 września 1933 został aresztowany i oskarżony o „przygotowanie zbrojnego powstania, szpiegostwo i udział w organizacji kontrrewolucyjnej”. 9 marca 1934 skazany przez Kolegium OGPU na śmierć przez rozstrzelanie, wyrok wykonano 1 czerwca 1934. Pochowany na Cmentarzu Wagańkowskim. Zrehabilitowany został 20 października 1956 postanowieniem Kolegium Wojskowego Sądu Najwyższego ZSRR.
Autor m.in. Śmierć na gruszy, W hotelu „Imperializm”, Nowa scena robotnicza, Wiersze i dramaty.